# Oswald Holder-Egger
Oswald Holder-Egger (* 19. August 1851 in Bischofswerder, Westpreußen; † 1. November 1911 in Schöneberg bei Berlin) war ein deutscher mittellateinischer Philologe und Paläograph.

## Leben
Oswald Holder-Egger promovierte über die Weltchronik des Sulpicius Severus. Er war von 1875 bis 1888 Mitarbeiter (für die Reihe Scriptores) und von 1888 bis 1911 Mitglied der Zentraldirektion der Monumenta Germaniae Historica, Leiter der Abteilungen Scriptores und Epistolae. 1896 wurde er zum korrespondierenden Mitglied der Göttinger Akademie der Wissenschaften gewählt. Von 1902 bis 1905 war er gewählter, aber nicht ernannter Vorsitzender der Zentraldirektion der Monumenta Germaniae Historica. Seine Bibliothek bildet heute zusammen mit der Bibliothek von Ludwig Traube den Kernbestand der MGH-Bibliothek.

## Schriften (Auswahl)
- Über die Weltchronik des sogenannten Severus Sulpitius und südgallische Annalen des fünften Jahrhunderts. Eine Quellenuntersuchung. Göttingen 1875.
- Studien zu thüringischen Geschichtsquellen. II. In: Neues Archiv. Band 20, S. 622 ff.